# David van Hoogstraten
David van Hoogstraten est un philologue néerlandais, né à Rotterdam le 14 mars 1658 et mort à Amsterdam le 21 novembre 1724.

## Biographie
Fils de l'imprimeur et éditeur François van Hoogstraten (1632-1696), cousin du peintre Samuel van Hoogstraten, David van Hoogstraten étudie la médecine à l'université de Leyde et s'installe comme médecin à Dordrecht. En 1685, il épouse Maria van Nispen (1663-1708). Après son mariage, Van Hoogstraten devient professeur à l'école latine d'Amsterdam jusqu'en 1722 ; il en sera le recteur adjoint. Il y acquiert la réputation d'un philologue érudit et d'un poète latin distingué. 
Il a publié des éditions savantes d'auteurs classiques tels que Cornélius Népos, Ésope, Térence, Phèdre, Horace, ainsi que des dissertations grammaticales (Remarques sur les genres des substantifs, Amsterdam, 1708), des travaux de mythologie comme Beschryving der heidensche goden en godinnen (les Dieux et déesses du paganisme) à Amsterdam en 1716 et un dictionnaire latin-néerlandais (Amsterdam, 1704).
Son œuvre la plus importante, le Het Groot Algemeen Historisch, Geographisch en Oordeelkundig Woordenboek (Grand dictionnaire historique et géographique) en 7 volumes in-folio est publiée l'année suivant son décès, à Leyde en 1725.
Il publie en 1697 un recueil de poèmes Gedichten, qui fait l'objet d'un compte-rendu dans la revue De Boekzaal van Europe ; ses poésies latines (odes, élégies, épîtres, etc.) ont été recueillies sous le titre de Carmina et publiées à Amsterdam en 1682 ; elles connaissent plusieurs rééditions jusqu'en 1728.

## Œuvre

### Dictionnaires et essais
- Aenmerkingen over de geslachten der zelfstandige naemwoorden (1700)Plus tard renommé Lyst der gebruikelykste zelfstandige naemwoorden.
- Nieuw Woordenboek der Nederlantsche en Latynsche Tale (1704)
- Beschryving der heidensche goden en godinnen (1716)
- Beginselen of Kort Begrip der Rederykkunst (1725)
- Het Groot Algemeen Historisch, Geographisch en Oordeelkundig Woordenboek (1725)

### Poésie
- Gedichten (1697)
- Poëmata (en latin, 1728)

### Publication d'œuvres d'autres poètes
- Mengelwerken van Hooft (1704)
- J. v. Broekhuizens gedichten (1711)
- Joachim Oudaans Poëzy (1712)
- Gedichten. Joannes Antonides van der Goes (1714)
- H. Dullaerts Gedichten (1719)
- Treurspelen van Vondel (2 vol., 1719)

### Traductions
- Traductions de divers textes médicaux du latin
- Aentekeningen (1685-1694), traduction des Annotationes de Hugo Grotius sur le Nouveau Testament
- Fables ézopiennes de Phèdre (1704) du latin